# 行政官
行政官（ぎょうせいかん）は、行政府の職員または職員の官職のひとつ。

## 行政官とは
広義には中央政府（中央官庁）及び地方政府（地方公共団体）など行政機構全般の職員を指すが、狭義には中央政府の職員のみを指す。これは、日本においては中央政府の公職を官職といい、官職に就いている者を官吏（現在でいう国家公務員）といい、地方政府の職員を公吏（現在でいう地方公務員）というなど、慣例的に官の概念を中央政府にのみ適用してきたためである。なお、中央政府職員のうち、政策立案から政策評価までの政策形成過程に携わる職員を官僚という。
比喩として地方公共団体及びその職員を指して官と称することはあっても、法的な概念として官を称する（例えば、地方行政官といったような呼び方）ことはなく、職員ないし吏員などということが多い。
その例が警察と消防の区別である。警察に勤務する職員を警察官・警察行政職員といい、さらに階級によって国家公務員と地方公務員に区別されるのに対し、消防に勤務する職員は正式名称を消防吏員（俗称として消防官と呼ばれる）および行政職・技術職といい、階級に関係なく全員が地方公務員（総務省消防庁の職員は国家公務員であるが消防吏員ではない。また、同庁に出向中の消防吏員を除く）である。
以上のように、官の概念を中央政府に限定してきたのは中央集権を基本とした歴史的な慣習によるところが大きい。